# Ferocactus cylindraceus subsp. eastwoodiae
Ferocactus cylindraceus subsp. eastwoodiae, podvrsta kaktusa Ferocactus cylindraceus
- Ime:  Ferocactus eastwoodiae
- Drugi nazivi:  Ferocactus acanthodes var. eastwoodiae, Ferocactus cylindraceus var. eastwoodiae
- Porodica:  Cactaceae
- Preporučena temperatura:  Noć: 9-11°C
- Tolerancija hladnoće: podnosi smrzavanje
- Minimalna temperatura:  10°C
- Izloženost suncu:  cijelo vrijeme
- Porijeklo:  Arizona,od 360-1200 m nadmorske visine
- Opis:  raste sam,vrlo polako do visine od 3 m i širine od 30 cm
- Cvjetovi:  veliki cvjetovi žute boje,nastaju u svibnju,široki su od 5-7.5 cm,a dugi 5 cm